# Mario Oliveri

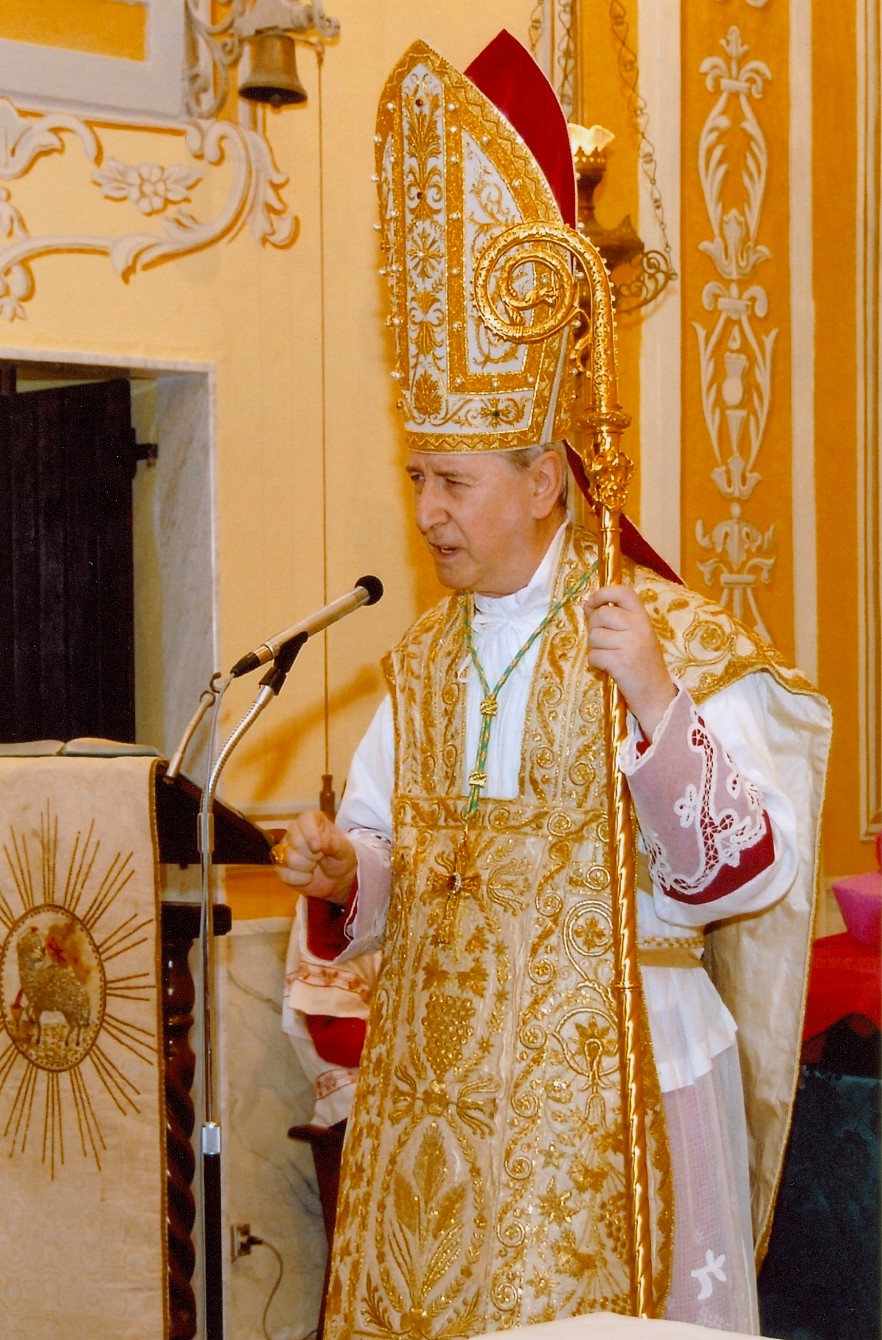
Mario Oliveri (2009)

Bischofswappen von Mario Oliveri

Mario Oliveri (* 22. Januar 1944 in Campo Ligure, Provinz Genua, Italien) ist ein italienischer Geistlicher und emeritierter römisch-katholischer Bischof von Albenga-Imperia.

## Leben
Mario Oliveri empfing am 29. Juni 1968 die Priesterweihe.
Papst Johannes Paul II. ernannte ihn am 6. Oktober 1990 zum Bischof von Albenga-Imperia. Die Bischofsweihe spendete ihm der Erzbischof von Genua, Giovanni Kardinal Canestri, am 4. November desselben Jahres; Mitkonsekratoren waren Erzbischof Luigi Poggi, Apostolischer Nuntius in Italien, und Giuseppe Dell’Omo, emeritierter Bischof von Acqui. Als Wahlspruch wählte er Fides et pax.
Oliveri wurde vorgeworfen, einen wegen sexuellen Missbrauchs einer Messdienerin zu sieben Jahren und acht Monaten Haft verurteilten Priester nachdrücklich verteidigt zu haben.
Mit Guglielmo Borghetti wurde ihm am 10. Januar 2015 ein Koadjutorbischof zur Seite gestellt. Mit der Annahme seines vorzeitigen Rücktritts durch Papst Franziskus am 1. September 2016 folgte ihm dieser als Bischof von Albenga-Imperia nach.